# Oman Club
Der Oman Club (arabisch نادي عمان, DMG Nādī ʿUmān) ist ein omanischer Sportklub mit Sitz im Großraum Maskat innerhalb des gleichnamigen Gouvernements. Der Verein ist insbesondere wegen seiner Fußball-Mannschaft bekannt, besitzt aber auch Abteilungen für andere Sportarten wie zum Beispiel Hockey.

## Geschichte
Die Gründung des Klubs geht auf das Jahr 1932 zurück. Anfangs beinhaltete der Klub Abteilungen für Hockey, Tennis und Badminton. Damit ist es der älteste bekannte Klub des Landes. Mit dem Bau der El-Saidia-Schule kamen noch Abteilungen für Volleyball sowie Basketball dazu. Die Fußball-Abteilung geht auf einen eigenständigen Klub mit dem Namen El-Alam El-Ahmar zurück, welcher bis 1942 aktiv war und danach in den heutigen Klub aufging.
Die Fußball-Mannschaft lässt sich schon in den ersten bekannten Aufzeichnungen finden und spielte somit bereits in der Saison 1983/84 in der erstklassigen Professional League. Bereits 1979 gewann man erstmals den Oman Cup. Die bekannten Aufzeichnungen Anfang der 1990er Jahre sind lückenhaft, da der Klub nicht auf der Abschlusstabelle der Saison 1991/92 zu finden ist, kann davon ausgegangen werden, dass er zuvor abgestiegen ist. 1994 gewann man zum zweiten Mal den Oman Cup. Spätestens ab der Spielzeit 1995/96 war der Klub aber wieder Teil der ersten Liga und platzierte sich hier am Saisonende mit 50 Punkten auf dem zweiten Platz. In der Folgesaison 1996/97 gelang mit 49 Punkten souverän die erste Meisterschaft. In den folgenden Jahren platzierte man sich im Mittelfeld. 1998/99 stieg man mit 20 Punkten und dem vorletzten Platz ab.
In der zweiten Liga der folgenden Spielzeit sicherte sich der Klub souverän mit 50 Punkten die Meisterschaft und erreichte den direkten Wiederaufstieg. Zurück in der obersten Spielklasse erreichte man mit 17 Punkten den achten Platz. In der Saison 2001/02 erreichte man mit fünf Punkten den zehnten und letzten Platz. Dank einer Aufstockung der Mannschaften zur nächsten Runde musste aber kein Team absteigen. In den Folgejahren platzierte man sich im Mittelfeld. Mit zehn Punkten nach der Saison 2005/06 stieg man als letzter der Tabelle erneut ab. Zur Saison 2007/08 gelingt zwar die sofortige Rückkehr, mit am Ende 21 Punkten jedoch auch direkt wieder ein Abstieg. Zur Spielzeit 2009/10 kehrte man ein weiteres Mal zurück und mit 25 Punkten hielt man die Klasse, dank des besseren Torverhältnisses.
Nach drei Runden in der ersten Liga, stieg das Team mit 24 Punkten als Vorletzter nach der Saison 2012/13 wieder ab. Zur Saison 2016/17 gelang der Wiederaufstieg und mit 31 Punkten konnte man sich auch den Klassenerhalt sichern. Nach der Saison 2019/20 hätte der Klub sportlich eigentlich mit 27 Punkten absteigen müssen. Aufgrund des finanziell begründeten Rückzugs des Ligakonkurrenten Fanja SC nach der Saison durfte man aber in der Liga verbleiben. Damit spielt der Klub auch noch heute in der Professional League.

## Erfolge

### Fußball
Oman Professional League: 1996–97
Oman Cup: 1979, 1994
Rovers Cup: 1995

### Hockey
Die Hockey-Mannschaft gewann den Sultan Qaboos Cup mehr als fünf Mal.

## Stadion
Seine Heimspiele trägt der Verein im Sultan-Qabus-Sportzentrum in Bawschar aus. Bei dem Stadion handelt es sich um ein Mehrzweckstadion mit einem Fassungsvermögen von 39.000 Personen. 

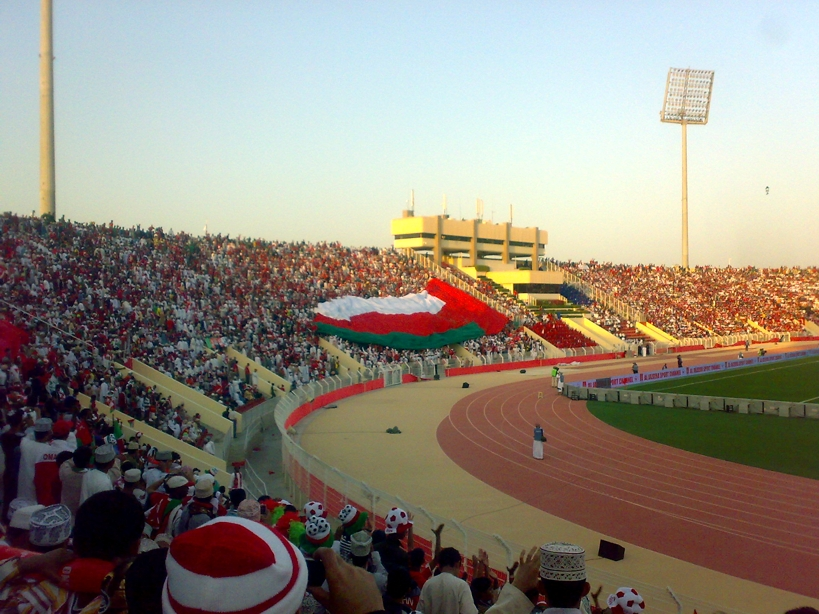
Sultan-Qabus-Sportzentrum